# Довгань, Борис Степанович
Борис Степанович Довгань (19 августа (по другим данным — 4 августа) 1928 — 30 апреля 2019) — советский и украинский скульптор, педагог. Член Союза художников Украины с 1965 года, почётный академик Национальной академии искусств Украины с 2009 года. Заслуженный деятель искусств Украины (1993).

## Биография
Родился в Киеве на Приорке, в здании напротив дома, где когда-то останавливался Тарас Шевченко, а теперь там филиал Шевченковского музея.
Когда Борису было четыре года, семье (отец, мать и трое детей) пришлось бежать от голода — сначала в Могилёв (БССР), а через три года (1935) в Новосибирск, где в 1936 году Борис пошёл в школу.
В 1937 году отца, работавшего сапожником, безосновательно арестовали, а в 1938 году (после расстрела Н. Ежова) уволили. Родители с детьми в 1939 году переехали в город Фрунзе (Киргизская ССР). Борис окончил семь классов школы и курсы вождения автомобиля. Некоторое время работал по этой профессии, а впоследствии (во время войны) — на обувной фабрике.
В 1945 году семья вернулась в Киев, Борис продолжил учиться в восьмом классе школы № 8 (на Куренёвке), но через год бросил школу и поступил в техникум речного транспорта (теперь — колледж), где год учился на штурмана, после чего бросил обучение.
С 1947 по 1950 год учился в Киевском училище прикладных искусств, где получил специальность лепщика, модельщика и формовщика. С 1950 по 1956 год учился в Киевском художественном институте (преподаватели дисциплин специальности: И. В. Макогон, М. Г. Лысенко, И. П. Шаповал).
После окончания института — на творческой работе, параллельно — с 1950 по 1961 год преподавал скульптуру в Киевской художественной средней школе имени Тараса Шевченко (среди известных учеников: Борис Быстров, Алиса Забой, Владимир Прядка, и другие).
Основные отрасли деятельности: станковая, монументальная и монументально-декоративная скульптура. Творческой манере Довганя присущи идеализация, обобщение скульптурной формы, строгий отбор деталей, тектоничнисть композиции. Концепция творчества базируется на традиции античной скульптурной классики. Создал портретную галерею выдающихся деятелей украинской культуры. Совместно с В. Клоковым в 1981 году реставрировал памятник Т. Шевченко, созданный И. Кавалеридзе в 1918 в Ромнах (Сумская область). Отдельные работы хранятся в Национальном художественном музее, Киевском музее русского искусства, Национальном музее литературы Украины, Национальном историко-этнографическом заповеднике «Переяслав» (Киевская область), Хмельницком краеведческом музее.
Участник украинского правозащитного движения в СССР. В частности он подписал письмо-протест 139 (1968) на имя Леонида Брежнева, Алексея Косыгина и Николая Подгорного с требованием прекратить практику противозаконных политических судебных процессов. За правозащитную деятельность его на длительное время лишили работы, с 1956 до начала 1970-х годов его работы не допускались на выставки.
Биография Бориса Довганя включена в справочник «Жизнь знаменитых» издания Американского биографического института в знак признания его выдающегося вклада в прогресс XX века.
Жена — Рита Константиновна — журналист, дочка Катерина стала художницей, а внучка Стефания Игоревна — оперной певицей, проживает в США.
Умер 30 апреля 2019 года в Киеве.